# マキシマムセキュリティ
マキシマムセキュリティ（Maximum Security、2016年5月14日 - ）は、アメリカ合衆国生産のサラブレッドの競走馬である。

## 経歴

### 2歳（2018年）～3歳（2019年）
2018年12月20日の未勝利戦でデビューして勝利。翌年、条件戦でも2勝して2019年3月30日のフロリダダービーに出走。スタートから先頭に立つと、後続の追撃を許さずに1着でゴール。ケンタッキーダービーの主役に躍り出た。
ケンタッキーダービーでは単勝オッズが現地で9-2（5.5倍）、日本国内で3.3倍（1番人気）と支持を受けていた。前走と同様に馬群を引っ張る形となったが、最終コーナーで外に出ようとして、外で走っていた後続のカントリーハウスら数頭の進路を塞いでしまう。その後マキシマムセキュリティは1着で入線するも審議の結果、同馬による進路妨害が認められ被害馬の中で最後方で入線したウォーオブウィルの1つ下の着順（17着）にまで降着した。
ケンタッキーダービー後は三冠路線を回避し、リステッド競走を挟んで夏のハスケル招待Sに出走、ムーチョグストとの叩き合いを制して勝利。
次走はペンシルベニアダービーの予定であったが疝痛を発症し回避、秋初戦はBCクラシックを回避してG3ボールドルーラーHを勝つと、12月のシガーマイルHを逃げ切りで制した。この年はG1レース3勝が評価されてエクリプス賞最優秀3歳牡馬部門に選出された。

### 4歳（2020年）
2020年に入って、クールモアが同馬の所有権の半分を購入し、勝負服も変更となった。4歳初戦は、当初は海外遠征に消極的であったことからペガサスワールドカップが予定されていたが、ペガサスワールドカップの総賞金が300万ドルに大幅減額されたことを受けてサウジアラビアのキングアブドゥルアジーズ競馬場で開催される総賞金2000万ドル（＝約22億円）のサウジカップに目標が切り換えられた。アメリカからはムーチョグスト、マッキンジー、ミッドナイトビズーなどが、UAEからはゴドルフィンのベンバトル、日本からはゴールドドリームとクリソベリルが出走。他にもアイルランドのマジックワンドなど、有力馬が集うレースとなった。道中はムーチョグストの後ろにつけて最後の直線で追い抜き、後続のミッドナイトビズーを振り切って1位で入線、「優勝」とされた。その後ドバイワールドカップを回避して米国に帰国したのも束の間、3月9日にサーヴィス調教師が管理馬全てに禁止されている能力向上薬の特注品「SGF-1000」を投与し、それに係る書類の偽造などで訴追されたことが明らかになった。これを受けサウジカップの結果は「保留」となり、賞金の支払いも停止された。その後の裁判手続きの過程で調教師側は違法薬物投与を認めており、2022年12月時点で最終的な確定はしていないものの、馬主側も失格となることを容認している。2024年1月にサウジアラビア騎手クラブは、サーヴィスが「重大な規則違反」を犯したとして、マキシマムセキュリティの失格を正式に勧告した。この問題は審査委員会に付託され、同年8月1日サウジアラビア騎手クラブの裁定委員会により正式に失格が決定した。
共同所有者のゲイリー・ウエストは預託調教師をボブ・バファートに変更すると発表、転厩初戦となったサンディエゴハンデキャップでは、主戦のルイス・サエス騎手が新型コロナウイルス感染症の陽性反応により待機措置を受けていため、代わってアデル・セディーロ騎手が騎乗し、ハナ差の勝利。続くパシフィッククラシックステークスでもセディーロが騎乗し逃げ切り勝ちを収め、前年からの連勝を6に伸ばした。
その後、9月に行われたオーサムアゲインステークスにてサエスとのコンビが復活。レースでは好位からレースを進めたものの、最後の直線で伸びを欠き、2着に敗れた。前年からの連勝は6でストップした。
11月7日に行われたブリーダーズカップ・クラシックに出走したが、オーセンティックの5着に敗れた。これがラストランとなった。
11月10日、現役を引退しアッシュフォードスタッドで種牡馬入りすることが発表された。初年度の種付け料は2万ドル（およそ210万円）。

## 競走成績
以下の内容は、EQUIBASEの情報に基づく。
| 出走日     | 競馬場                 | 競走名                         | 格 | 距離  | 着順 | 騎手              | 着差      | 1着（2着）馬         |
| ---------- | ---------------------- | ------------------------------ | -- | ----- | ---- | ----------------- | --------- | -------------------- |
| 2018.12.20 | ガルフストリームパーク | メイデンクレーミング           |    | D6.5f | 1着  | R.マラージ        | 9馬身3/4  | (Guerreron)          |
| 2019.01.24 | ガルフストリームパーク | 条件戦                         |    | D6f   | 1着  | R.マラージ        | 6馬身1/2  | (R Boy Bode)         |
| 0000.02.20 | ガルフストリームパーク | 条件戦                         |    | D7f   | 1着  | I..オルティス Jr. | 18馬身1/4 | （Ownitifyouwantit） |
| 0000.03.30 | ガルフストリームパーク | フロリダダービー               | G1 | D9f   | 1着  | L.サエス          | 3馬身1/2  | （Bodexpress）       |
| 0000.05.04 | チャーチルダウンズ     | ケンタッキーダービー           | G1 | D10f  | 17着 | L.サエス          | ―         | Country House        |
| 0000.06.16 | モンマスパーク         | ペガサスS                      | L  | D8.5f | 2着  | L.サエス          | 1馬身     | King for a Day       |
| 0000.07.20 | モンマスパーク         | ハスケル招待S                  | G1 | D10f  | 1着  | L.サエス          | 1馬身1/4  | （Mucho Gusto）      |
| 0000.10.26 | ベルモントパーク       | ボールドルーラーH              | G3 | D7f   | 1着  | L.サエス          | 1馬身3/4  | (Tale of Silence)    |
| 0000.12.07 | アケダクト             | シガーマイルH                  | G1 | D8f   | 1着  | L.サエス          | 3馬身1/2  | (Span To Run)        |
| 2020.02.29 | KAA                    | サウジカップ                   |    | D9f   | 失格 | L.サエス          |           |                      |
| 0000.07.25 | デルマー               | サンディエゴH                  | G2 | D8.5f | 1着  | A.セディーロ      | ハナ      | (Midcourt)           |
| 0000.08.22 | デルマー               | パシフィッククラシック         | G1 | D10f  | 1着  | A.セディーロ      | 3馬身     | (Sharp Samurai)      |
| 0000.09.26 | サンタアニタ           | オーサムアゲインS              | G1 | D9f   | 2着  | L.サエス          | 4馬身1/2  | Improbable           |
| 0000.11.07 | キーンランド           | ブリーダーズカップ・クラシック | G1 | D10f  | 5着  | L.サエス          | 5馬身1/4  | Authentic            |

## 血統表
| マキシマムセキュリティの血統     | マキシマムセキュリティの血統       | マキシマムセキュリティの血統  | （血統表の出典）              | （血統表の出典） |
| 父系                             | ミスタープロスペクター系           | ミスタープロスペクター系      | ミスタープロスペクター系      | [ § 2 ]          |
| 父 *ニューイヤーズデイ 2011 鹿毛 | 父の父Street Cry 1998 黒鹿毛       | Machiavellian                 | Mr.Prospector                 | Mr.Prospector    |
| 父 *ニューイヤーズデイ 2011 鹿毛 | 父の父Street Cry 1998 黒鹿毛       | Machiavellian                 | Coup de Folie                 |                  |
| 父 *ニューイヤーズデイ 2011 鹿毛 | 父の父Street Cry 1998 黒鹿毛       | Helen Street                  | Troy                          | Troy             |
| 父 *ニューイヤーズデイ 2011 鹿毛 | 父の父Street Cry 1998 黒鹿毛       | Helen Street                  | Waterway                      |                  |
| 父 *ニューイヤーズデイ 2011 鹿毛 | 父の母Justwhistledixie 2006 黒鹿毛 | Dixie Union                   | Dixieland Band                | Dixieland Band   |
| 父 *ニューイヤーズデイ 2011 鹿毛 | 父の母Justwhistledixie 2006 黒鹿毛 | Dixie Union                   | She's Tops                    |                  |
| 父 *ニューイヤーズデイ 2011 鹿毛 | 父の母Justwhistledixie 2006 黒鹿毛 | General Jeanne                | Honour and Glory              | Honour and Glory |
| 父 *ニューイヤーズデイ 2011 鹿毛 | 父の母Justwhistledixie 2006 黒鹿毛 | General Jeanne                | Ahpo Hel                      |                  |
| 母 Lil Indy 2007 栗毛            | 母の父Anasheed 2000 栗毛           | A.P.Indy                      | Seattle Slew                  | Seattle Slew     |
| 母 Lil Indy 2007 栗毛            | 母の父Anasheed 2000 栗毛           | A.P.Indy                      | Weekend Surprise              |                  |
| 母 Lil Indy 2007 栗毛            | 母の父Anasheed 2000 栗毛           | Flag Bird                     | Nureyev                       | Nureyev          |
| 母 Lil Indy 2007 栗毛            | 母の父Anasheed 2000 栗毛           | Flag Bird                     | Up the Flagpole               |                  |
| 母 Lil Indy 2007 栗毛            | 母の母Cresta Lil 1986 鹿毛         | Cresta Rider                  | Northern Dancer               | Northern Dancer  |
| 母 Lil Indy 2007 栗毛            | 母の母Cresta Lil 1986 鹿毛         | Cresta Rider                  | Thoroly Blue                  |                  |
| 母 Lil Indy 2007 栗毛            | 母の母Cresta Lil 1986 鹿毛         | Rugosa                        | Double Jay                    | Double Jay       |
| 母 Lil Indy 2007 栗毛            | 母の母Cresta Lil 1986 鹿毛         | Rugosa                        | Rose                          |                  |
| 5代内の近親交配                  | Norhern Dancer 5×5・4＝12.50%      | Norhern Dancer 5×5・4＝12.50% | Norhern Dancer 5×5・4＝12.50% | [ § 3 ]          |
| 出典                             | 1. 2. 3.                           | 1. 2. 3.                      | 1. 2. 3.                      | 1. 2. 3.         |

### 血統背景
- 母 Lil Indyは現役時代19戦2勝。クレーミング競走ばかりに出走していた三流馬だった。マキシマムセキュリティ以外にはこれといった馬は出していない[13]。
- Lil Indy の 半兄（父 Flatter )に2011年・2012年のジョッキークラブ金杯を連覇・2013年のシガーマイルハンデキャップに勝利したフラットアウト（英語版）[14]がいる。
- 母父 Anasheed は現役時代はG2で2着になったのが唯一の良績というほどの馬だが、いとこに Mineshaftがいるという良血[15]から種牡馬入りした。しかし種牡馬としても失敗に終わり、最後はロシアに輸出された[16]。
- 母母父 Cresta Rider はアメリカ産馬ながらヨーロッパで走ってジャンプラ賞（当時はG2）他グループレースを3勝、1981年のプール・デッセ・デ・プーラン・イスパーン賞で3着に入っている[17][18]。種牡馬としては1991年のサンタアナハンデキャップ（現サンタアナステークス（英語版）、当時はG1）を勝利した Annual Reunion を出すなどそこそこの成功を収めた[19]。